# Guerra de desgaste (juego)
En teoría de juegos, la guerra de desgaste es un modelo de agresión en la que dos concursantes compiten por un recurso de valor V al seguir jugando, mientras que constantemente acumulan costos en el tiempo t que dura el concurso. El modelo fue formulado originalmente por John Maynard Smith, una mezcla de una estrategia evolutivamente estable (ESS) se determinó por Bishop y Cannings. Estratégicamente, el juego es una subasta, en la que el premio es para el jugador con la mayor oferta, y cada jugador paga la oferta del perdedor.

## Examinando el juego
Los juegos de la guerra de desgaste no pueden ser debidamente resueltos usando la matriz de pagos. Los recursos disponibles de los jugadores son el único límite para el valor máximo de las ofertas; las pujas pueden ser cualquier número, si los recursos disponibles son ignorados, significa que para cualquier valor de α,  hay un valor β que es mayor. El intento de poner todas las ofertas posibles en la matriz, sin embargo, se traducirá en una matriz de ∞ × ∞. Se puede, sin embargo, utilizar una pseudo-matriz de la guerra de desgaste para entender el funcionamiento básico del juego, y analizar algunos de los problemas que representa el juego de esta manera.
El juego funciona de la siguiente manera para un dos individuos: Cada jugador hace una oferta, el que puja más alto gana un recurso de valor V. Cada jugador paga la oferta más baja. Si el jugador que puja el menor valor oferta b, entonces ese jugador pierde b y el otro jugador se beneficiarán de una cantidad de P<V-b. Si ambos jugadores pujan por una cantidad b, se reparten el valor de V, cada uno ganando V / 2 - b.
La premisa es que los jugadores pueden hacer una oferta de cualquier número es importante para el análisis del juego. La oferta puede incluso superar el valor del recurso que se disputaban entre ellos. Esto a primera vista parece ser irracional, siendo aparentemente absurdo pagar más por un recurso de su valor, sin embargo, recuerde que cada licitador sólo paga la oferta más baja. Por lo tanto, parece ser en el mejor interés de cada jugador ofertar la cantidad máxima posible en lugar de una cantidad igual o menor que el valor del recurso.
Hay un problema, sin embargo, si ambos jugadores hacen una oferta superior a V, el mejor postor no gana sino que pierde menos. El jugador que oferta el menor valor de b pierde y el que hace una oferta más alta obtiene b - V. Esta situación se denomina comúnmente como una victoria pírrica. Para un empate tal que b> V / 2, ambos pierden b - V / 2. Luce y Raiffa se refirió a esta última situación como una "situación ruinosa", el punto en el que ambos jugadores sufren, y no hay un ganador.
La conclusión que se puede sacar de esta pseudo-matriz es que no hay ningún valor a una oferta que sea beneficioso en todos los casos, así que no hay una estrategia dominante. Sin embargo, este hecho y el argumento anterior no excluye la existencia de un equilibrio de Nash. Cualquier par de estrategias con las siguientes características es un equilibrio de Nash:
- Una de las ofertas del jugador cero
- Las ofertas de otros jugadores igualan cualquier valor igual a V o superior, o mezclas entre cualquier valor V o superior.

Con estas estrategias, un jugador gana y paga cero, y el otro jugador pierde y paga cero. Es fácil comprobar que ninguno de los jugadores puede ganar por estrictamente por desviarse.

## Formulación dinámica y estrategia evolutivamente estable
Otra formulación popular de la guerra de desgaste, es el siguiente: Dos jugadores están involucrados en una disputa. El valor del objeto de cada jugador es {\displaystyle v_{i}>0}. El factor del tiempo es modelado como una variable continua que comienza en cero y se ejecuta indefinidamente. Cada jugador elige cuándo reconocer que el otro jugador ha ganado. En el caso de empate, cada jugador recibe {\displaystyle v_{i}/2} del valor del objeto. El tiempo es valioso, cada jugador usa una unidad de recurso por período de tiempo. Esta formulación es algo más compleja, ya que permite a cada jugador asignar un valor diferente para el objeto. Su equilibrios no son tan evidentes como la formulation. La otra estrategia evolutivamente estable es una ESS mixta, en la que la probabilidad de que persista por una longitud de tiempo t es:
{\displaystyle p(t)={\frac {1}{V}}e^{(-t/V)}}
Que ningún tiempo de persistencia pura es un ESS se puede demostrar simplemente considerando una supuesta oferta de ESS de x, que será golpeado por un intento de x+{\displaystyle \delta }.
También se ha demostrado que incluso si las personas sólo pueden jugar estrategias puras, el promedio de tiempo del valor de la estrategia de todos los individuos que converge con precisión a la ESS calculado. En un entorno tal, se puede observar un comportamiento cíclico de los individuos que compiten.

## La ESS en la cultura popular
La estrategia evolutivamente estable cuando se juega este juego es una densidad de probabilidad aleatoria de los tiempos de persistencia del enemigo que no se puede predecir por el oponente de cualquier juego en particular. Este resultado ha llevado a la predicción de que las amenazas que se anuncian no deben evolucionar, y a que la conclusión de que la estrategia militar óptima es que se comporten de una manera totalmente imprevisible. Ninguna de estas conclusiones parecen tener aplicaciones realmente razonables del modelo a condiciones realistas.